# 石井光次郎
石井 光次郎（いしい みつじろう、1889年〈明治22年〉8月18日 - 1981年〈昭和56年〉9月20日）は、日本の政治家。位階は従二位、勲等は勲一等、勲章は旭日桐花大綬章。衆議院議長（第54代）、副総理、法務大臣、通商産業大臣、行政管理庁長官、北海道開発庁長官、運輸大臣、商工大臣、朝日放送社長を歴任した。久留米市名誉市民。

## 来歴・人物
福岡県久留米市出身。石井百次の四男として生まれ、1897年（明治30年）家督を相続。久留米商業学校（現・久留米市立久留米商業高等学校）、神戸高等商業学校（現・神戸大学）を経て、1914年（大正3年）東京高等商業学校（現・一橋大学）専攻部を卒業する。
1913年（大正2年）に高等文官試験に合格し、東京高商専攻部卒業後に警視庁警部、台湾総督府秘書課長兼外事課長などを経て1922年（大正11年）に朝日新聞社入社。同社専務取締役などを務めた後、1946年（昭和21年）に鳩山一郎の日本自由党から衆議院議員に初当選した。1947年（昭和22年）に商工大臣に就任するが、大臣就任中に公職追放を受ける。
1950年（昭和25年）10月13日に追放解除の閣議決定を受けた後、1951年（昭和26年）には朝日放送初代社長に就任。政界にも復帰して、1953年（昭和28年）に第5次吉田内閣で、運輸大臣に就任。同年、外務省外郭団体の社団法人海外広報協会設立。吉田内閣の総辞職後、自由党総裁に就任した緒方竹虎により、自由党幹事長に任命されるが、直後の第27回衆議院議員総選挙では大敗した。1955年（昭和30年）保守合同で、自由党幹部として大野伴睦らと共に自民党を結成。

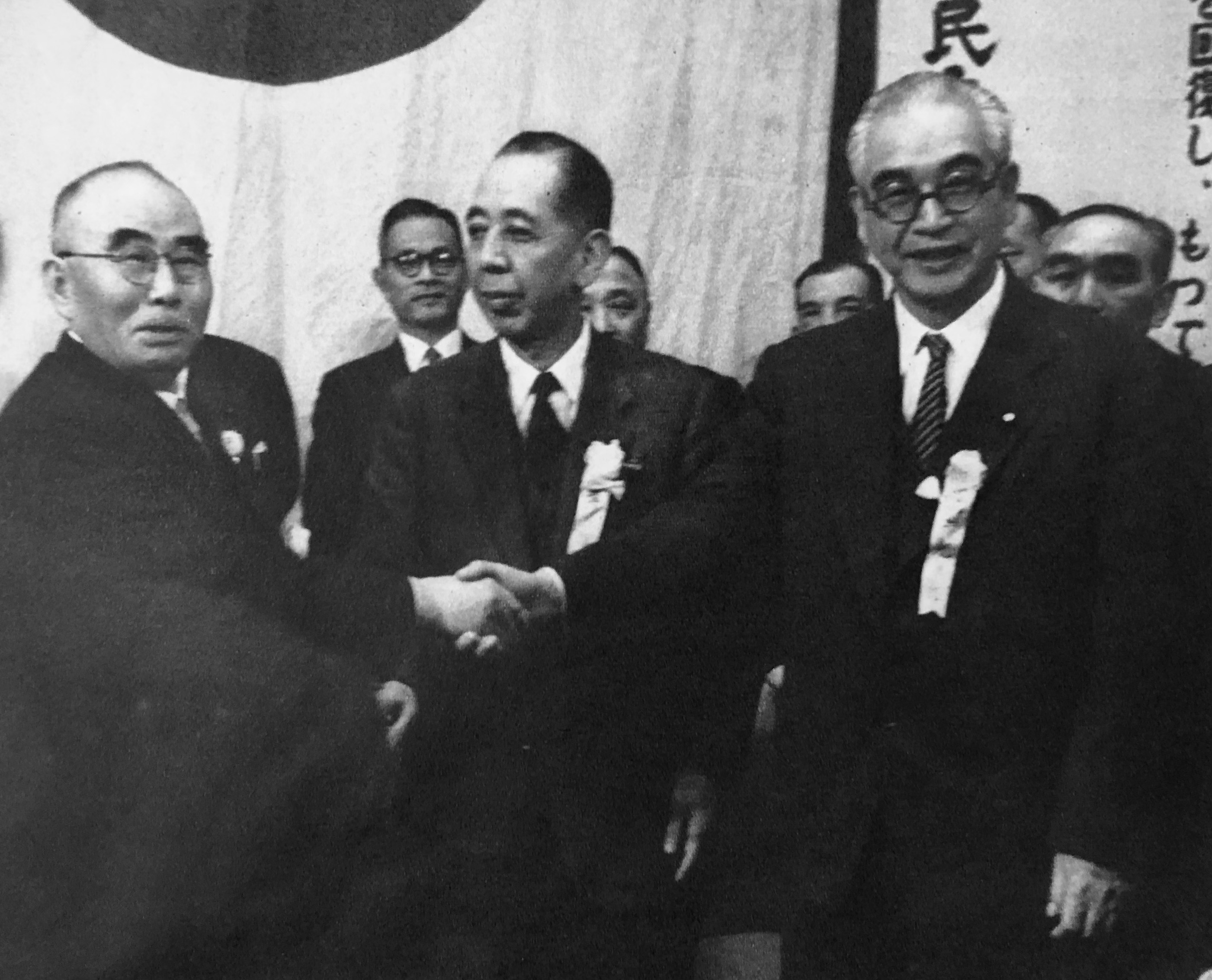
1956年12月14日に行われた自由民主党総裁選挙に立候補した石橋湛山、岸信介、石井光次郎。

1956年（昭和31年）1月28日に緒方が急死。派閥を引き継ぎ、同年12月に行われた自民党総裁選に立候補するなど、自民党中間派閥・石井派の領袖として影響力を持った。だが石井の生真面目さとクリーンな政治信条から、派閥子分の入閣を強く働きかけることなどは一切なかったという。勢い、自身の出世・地盤強化にも淡白であった。鳩山政権の後継を争った自民党総裁選では2位・3位連合の奇策により石橋湛山を統一候補として岸信介を破り、石橋内閣成立の立役者となるも、岸派が主張した「党内融和のために決選投票で対立した岸を石橋内閣の副総理として処遇すべき」との意見に譲歩し、副総理就任を辞退した。その後、思いもよらぬ石橋の急病入院による退陣で、後継総裁の座は副総理格として入閣していた岸に奪われることになった。1957年（昭和32年）、第1次岸内閣で無任所の副総理に就任し、内閣改造後は行政管理庁長官に横滑りした。
岸首相の退陣後には、笠信太郎（朝日新聞論説主幹）が、石井をその後継首相に据えようと、宮澤喜一を介して池田勇人に要求している。
その後、1960年（昭和35年）に第1次池田内閣で通産大臣、1965年（昭和40年）には第1次佐藤内閣第1次改造内閣で法務大臣と、重量級の要職を経た。
この間周囲から推される形で、1960年（昭和35年）にも、自民党総裁選挙に立候補したが敗北。1967年（昭和42年）には衆議院議長に就任した。1969年7月の衆議院本会議で自民党が健康保険法の改正にあたり、起立採決で強行突破を行って大混乱した責任を取り議長を辞任した。議長辞任後は自民党顧問となる。
1970年（昭和45年）11月の秋の叙勲で勲一等に叙され、旭日大綬章を受章する。
1972年（昭和47年）の第33回衆議院議員総選挙に立候補せず、政界から引退する。
引退する者や派閥離脱者が出ても、無理して新人を増やすこともしなかったため、石井派は選挙の都度勢力を減らしていったが、側近の坂田道太、田中伊三次、中垣國男、灘尾弘吉、長谷川峻らが損得抜きで最後まで石井を支え続けた。晩年は岸信介らとともに親台湾派の長老として党で重きをなし、同じ親台湾派の福田赳夫を一貫して支持した。
神戸高等商業学校、東京高等商業学校専攻部在学中は相撲選手として活躍。1928年（昭和3年）、朝日新聞勤務時代に合気道創始者植芝盛平に入門、朝日新聞社内に合気道を広めた。1949年（昭和24年）に日本ゴルフ協会会長に就任。第8代日本体育協会会長を1962年（昭和37年）11月から1975年（昭和50年）3月まで務めた。在任期間の間に1964年（昭和39年）開催の東京オリンピック、1967年（昭和42年）開催の東京ユニバーシアード、1972年（昭和47年）開催の札幌オリンピックと国際大会を成功させた。会長退任後は名誉会長に就任した。横綱審議委員会委員長なども務めた。
1981年（昭和56年）9月20日、心不全のため、死去した。92歳没。同月22日、特旨を以て位七級を追陞され、死没日付をもって正六位から従二位に叙され、旭日桐花大綬章を追贈された。墓所は青山霊園(1イ4-3)。

## 栄典
- 1965年11月3日 - 勲一等旭日大綬章
- 1981年9月20日 - 勲一等旭日桐花大綬章

## 家族
- 妻の久子は、立憲政友会総裁や逓信大臣等を歴任した久原房之助の長女（庶子）。4人の子を儲けた。
- 長女・京（1920-1999）は東京音楽学校卒の元・ピアニストで、広告代理店ストーンウェル元社長[12]。夫はフランス文学者の朝吹三吉。三吉の妹はフランソワーズ・サガンの翻訳（友人でもある）などで著名なエッセイストの朝吹登水子で、京の妹・石井好子とは姉妹同然の仲であった。詩人・フランス文学者の朝吹亮二は朝吹三吉・京の次男で光次郎の孫、小説家で第144回芥川龍之介賞を受賞した朝吹真理子は朝吹亮二の娘で、光次郎の曾孫。
- 次女石井好子はシャンソン歌手・エッセイストで著名。夫の弟に土居通芳。
- 長男の石井公一郎（1923-2022）はブリヂストンサイクル社長、日本会議副会長などを務めた。
- 次男の石井大二郎（1925-2005）は慶應義塾大学卒業後、日産汽船入社、後身の昭和海運社長、会長を務めた[12]。

## エピソード
1964年の東京オリンピック当時、日本体育協会会長を務めていた石井は、代々木オリンピックプールに掲揚されていたオリンピック旗を譲り受けると、「私が持っているよりも、若い人たちの励みにしたい」と考え、母校の久留米市立久留米商業高等学校に寄贈した。この五輪旗は久留米市立久留米商業高等学校の金庫に厳重に保管され、一回り小さいレプリカ旗を複製して校内に展示されている。